# Roter Rain und Umgebung
Roter Rain und Umgebung ist ein Naturschutzgebiet auf dem Gebiet der baden-württembergischen Stadt Vaihingen an der Enz.

## Kenndaten
Das Naturschutzgebiet wurde mit Verordnung des Regierungspräsidiums Stuttgart vom 25. Juni 1984 ausgewiesen und hat eine Größe von rund 8,6 Hektar. Es wird unter der Schutzgebietsnummer 1.122 geführt. Der CDDA-Code für das Naturschutzgebiet lautet 165230  und entspricht der WDPA-ID.

## Lage und Beschreibung
Das Schutzgebiet liegt an einem Prallhang der Enz zwischen dem Mühlacker Stadtteil Mühlhausen und dem Vaihinger Stadtteil Roßwag. Es liegt im Naturraum 123-Neckarbecken innerhalb der naturräumlichen Haupteinheit 12-Gäuplatten im Neckar- und Tauberland. Es schließt direkt an das NSG 2233 Felsengärten Mühlhausen an und ist auch Teil des FFH-Gebiets Nr. 7018.342 Enztal bei Mühlacker und des Vogelschutzgebiets Nr. 7019-441 Enztal Mühlhausen-Roßwag.

## Schutzzweck
Wesentlicher Schutzzweck laut Schutzgebietsverordnung ist die Erhaltung der Steppenheidevegetation mit mosaikartigen Standortverhältnissen (offene Flächen, Gebüschzonen, lichter Kiefernwald) auf der ehemaligen Schafweide »Roter Rain«. Damit sollen die charakteristische Tier- und Pflanzenwelt gesichert  und die extensiven Nutzungen unter Erhaltung vorhandener Hecken, Feldgehölze und Wiesenauen beibehalten werden. Ferner sollen nicht mehr genutzte Flurstücke und Flurstücksteile dem natürlichen Verwachsungsprozess überlassen werden.